# Brzeźnica (województwo opolskie)
Brzeźnica (dodatkowa nazwa w j. niem. Bresnitz) – wieś w Polsce, położona w województwie opolskim, w powiecie prudnickim, w gminie Biała. Historycznie leży na Górnym Śląsku, na ziemi prudnickiej. Położona jest na terenie Równiny Niemodlińskiej, będącej częścią Niziny Śląskiej. Przepływa przez nią rzeka Biała.
W latach 1975–1998 miejscowość należała administracyjnie do ówczesnego województwa opolskiego.
Według danych na 2011 wieś była zamieszkana przez 256 osób.

## Geografia

### Położenie
Wieś jest położona w południowo-zachodniej Polsce, w województwie opolskim, około 13 km od granicy z Czechami, w zachodniej części Równiny Niemodlińskiej. Należy do Euroregionu Pradziad. Ma charakter rolniczy. Głównymi uprawami są tutaj ziemniaki, pszenica i pszenżyto. Mało buraka cukrowego ze względu na niską klasę gleby. Przez granice administracyjne wsi przepływa rzeka Biała.

### Środowisko naturalne
W Brzeźnicy panuje klimat umiarkowany ciepły. Średnia temperatura roczna wynosi +8,3 °C. Duże zróżnicowanie dotyczy termicznych pór roku. Średnie roczne opady atmosferyczne w rejonie Brzeźnicy wynoszą 608 mm. Dominują wiatry zachodnie.

## Nazwa
W alfabetycznym spisie miejscowości na terenie Śląska wydanym w 1830 roku we Wrocławiu przez Johanna Knie miejscowość występuje pod polską nazwą Brześnica oraz nazwą zgermanizowaną Brzesnitz. Topograficzny słownik Prus z 1835 roku notuje wieś pod polską nazwą Brześnica, a także zgermanizowaną Brzeznitz.
Ze względu na polskie pochodzenie nazistowska administracja III Rzeszy zmieniła nazwę na nową, całkowicie niemiecką Brese. 1 czerwca 1948 r. nadano miejscowości, wówczas administracyjnie związanej z Górką Prudnicką, polską nazwę Brzeźnica.
W historycznych dokumentach nazwę miejscowości wzmiankowano w różnych językach oraz formach: Bresnicz (1384), Brzezniz (1784), Brzesnitz, Brzeźnica (1845), Brzeźnica, Bresnitz (1896), Brzeźnica, Brese, Bresnitz (1939), Brese – Brzeźnica, -y, brzeźnicki (1948), Brzeźnica, -cy (1980).
W gwarach prudnickich nazwa miejscowości występuje jako Brzejźnica (odmiana: dzie miyszkył? w Brzejźnicyj; jadã na Brzejźnicã, do Brzejźnicy; miyndzy Prudnikã, a Brzejźnicył).

## Historia
Pierwsza wzmianka o Brzeźnicy pochodzi z 1384. W czasach średniowiecza wieś składała się z małej osady i folwarku. Od XVI wieku należała do majątku zamku w Chrzelicach. Hodowano w niej owce.

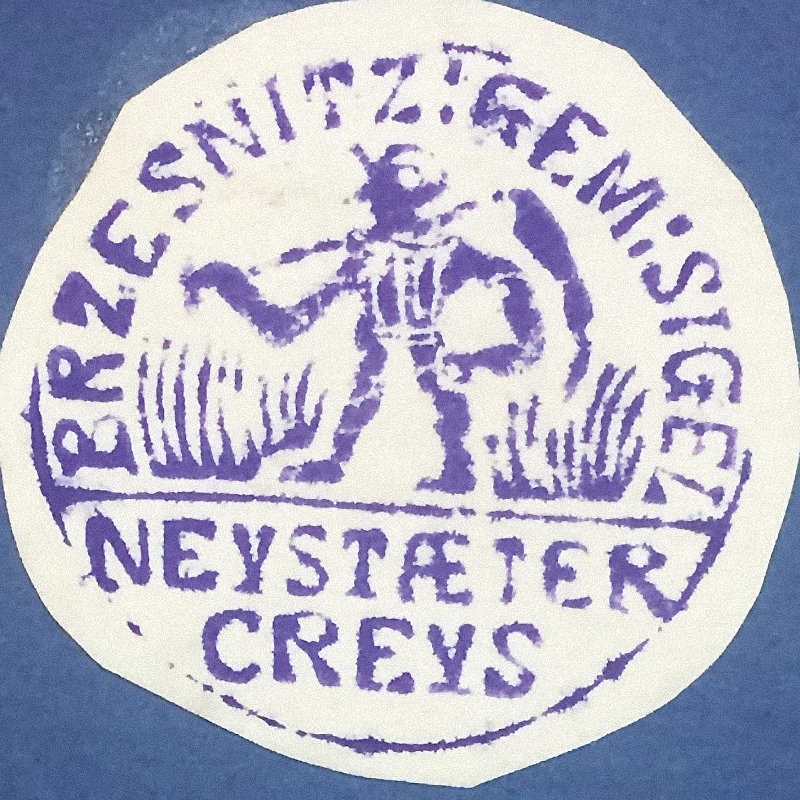
Pieczęć Brzeźnicy (1911)

Do 1742 wieś należała do powiatu sądowego głogóweckiego w Monarchii Habsburgów. Po I wojnie śląskiej znalazła się w granicach Królestwa Prus i weszła w skład powiatu prudnickiego w prowincji Śląsk. W 1884 we wsi zbudowano szkołę ewangelicką. Wieś posiadała swoją własną pieczęć, która przedstawiała w polu chłopa z kosą na ramieniu skierowanego w prawo, za postacią po prawej niezżęte zboże, po lewej dwa snopy, a w otoku napis: GEMEINDE BRESNITZ / KREIS NEUSTADT O/S. (pol. Gmina Brzeźnica / Powiat Prudnicki, Górny Śląsk).

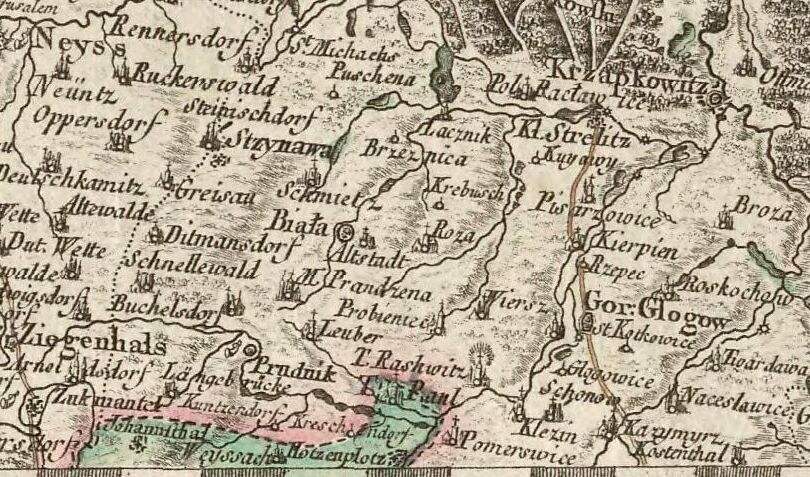
Brzeźnica (Brzeznica) wśród miejscowości ziemi prudnickiej na polskojęzycznej mapie z 1772

Według spisu ludności z 1 grudnia 1910, na 416 mieszkańców Brzeźnicy 15 posługiwało się językiem niemieckim, a 401 językiem polskim. W 1921 w zasięgu plebiscytu na Górnym Śląsku znalazła się tylko część powiatu prudnickiego. Brzeźnica znalazła się po stronie wschodniej, w obszarze objętym plebiscytem, w obwodzie nr 8 powiatu prudnickiego. Do głosowania uprawnione były w Brzeźnicy 374 osoby, z czego 202, ok. 54%, stanowili mieszkańcy (w tym 192, ok. 51,3% całości, mieszkańcy urodzeni w miejscowości). Oddano 370 głosów (ok. 98,9% uprawnionych), w tym 370 (100%) ważnych; za Niemcami głosowało 351 osób (ok. 94,9%), a za Polską 19 osób (ok. 5,1%).
W latach 1945–1950 Brzeźnica należała do województwa śląskiego, a od 1950 do województwa opolskiego. W spisie gromad i miejscowości w powiecie prudnickim na dzień 1 stycznia 1953 wymieniono Brzeźnicę jako przysiółek Górki Prudnickiej. Według podziału administracyjnego województwa opolskiego na dzień 31 sierpnia 1964, Brzeźnica, jako przysiółek Górki Prudnickiej, należała do gromady Łącznik.

## Mieszkańcy
Miejscowość zamieszkiwana jest przez mniejszość niemiecką oraz Ślązaków. Mieszkańcy wsi posługują się gwarą prudnicką, będącą odmianą dialektu śląskiego.

### Liczba mieszkańców wsi
- 1871 – 412[25]
- 1885 – 431[26]
- 1905 – 395[27]
- 1910 – 416[18]
- 1925 – 412[26]
- 1933 – 368[26]
- 1966 – 366[28]
- 1998 – 281[29]
- 2002 – 257[29]
- 2009 – 250[29]
- 2011 – 256[29]
- 2013 – 252[30]

## Zabytki

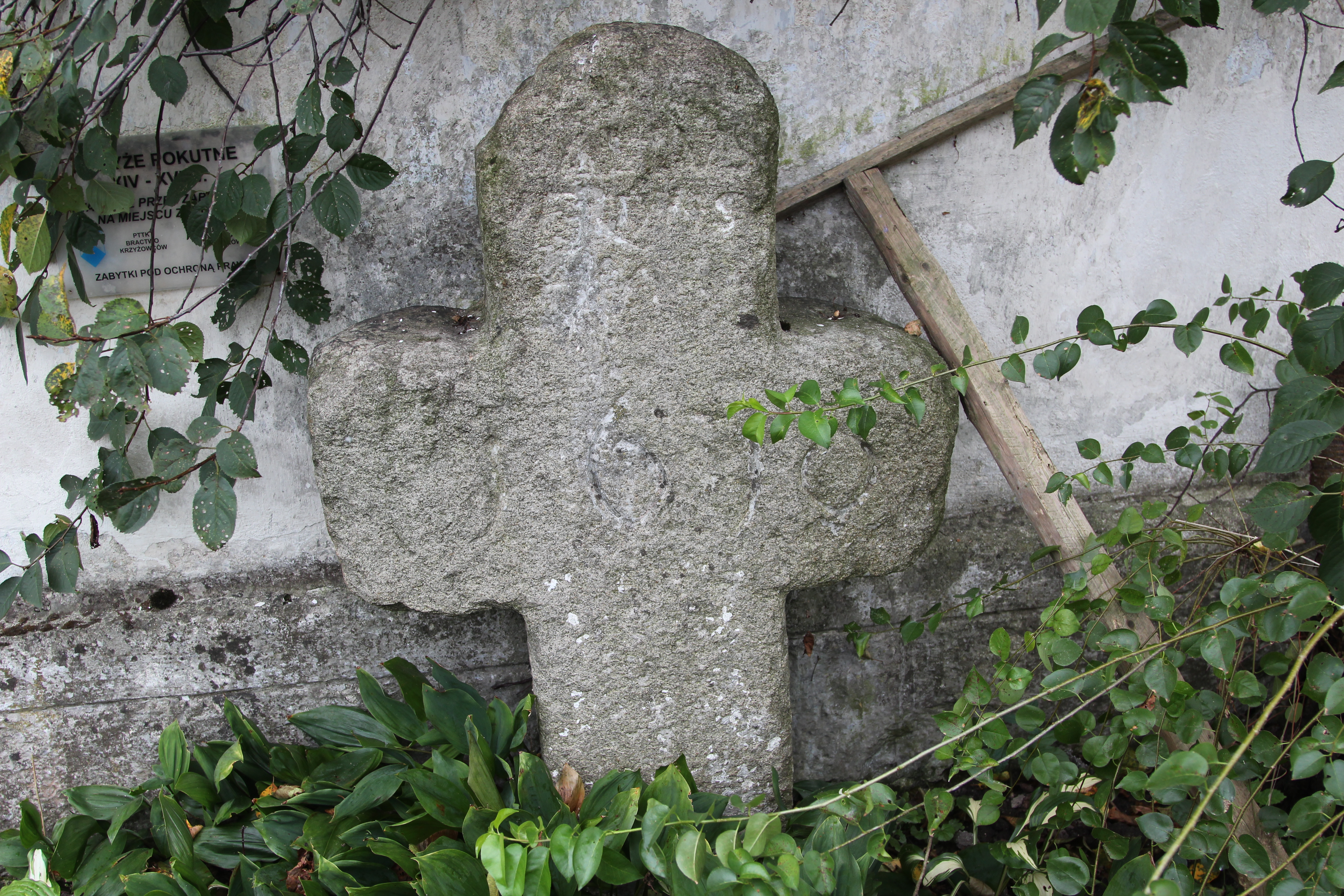
Kamienny krzyż w Brzeźnicy

Do wojewódzkiego rejestru zabytków wpisana jest:
- kaplica-dzwonnica, z 1852 r. – XIX w., stoi w centrum wsi.

Zgodnie z gminną ewidencją zabytków w Brzeźnicy chronione są ponadto:
- szkoła
- dom nr 26
- kamienny krzyż przy domu nr 35

## Transport
W zarządzie Wydziału Drogownictwa Starostwa Powiatowego w Prudniku znajduje się droga powiatowa nr 1274O relacji Łącznik – Brzeźnica – Radostynia.
Brzeźnica posiada połączenia autobusowe z Białą, Głuchołazami, Korfantowem, Opolem, Prudnikiem, Rzymkowicami. We wsi znajduje się jeden przystanek autobusowy.
Transport autobusowy w Brzeźnicy obsługiwany był przez PKS Prudnik. W 2004 prudnicki PKS został sprywatyzowany z udziałem Connex Polska. W 2008, w wyniku połączenia spółek PKS Connex Prudnik i PKS Connex Kędzierzyn-Koźle, utworzona została spółka Veolia Transport Opolszczyzna, w 2013 przejęta przez Arriva Bus Transport Polska. W 2019 Arriva wycofała się z Prudnika. Wówczas organizacją przewozów pasażerskich w Brzeźnicy i okolicy zajęły się ościenne PKS-y. W grudniu 2021 powołano Powiatowo-Gminny Związek Transportu „Pogranicze”, mający na celu poprawę jakości transportu.

## Kultura
W Brzeźnicy działa Niemieckie Koło Przyjaźni (Deutscher Freundeskreis) – oddział terenowy Towarzystwa Społeczno-Kulturalnego Niemców na Śląsku Opolskim.

## Religia
Katolicy z Brzeźnicy należą do parafii Nawiedzenia Najświętszej Maryi Panny w Łączniku (dekanat Biała).

## Sport
We wsi znajdują się: boisko piłkarskie, stadnina koni, paintball.

## Turystyka
Oddział PTTK „Sudetów Wschodnich” w Prudniku ustanowił turystyczną Odznakę Krajoznawczą Ziemi Prudnickiej, którą zdobywa się poprzez zwiedzenie odpowiedniej liczby obiektów w miejscowościach położonych na ziemi prudnickiej, w tym w Brzeźnicy.

### Szlaki rowerowe
Przez Brzeźnicę prowadzą szlaki rowerowe:
- Trasa rowerowa PTTK nr 261-c: Biała – Stare Miasto – Solec – Olbrachcice – Wierzch – Wilków – Rostkowice – Gostomia – Krobusz – Radostynia – Mokra – Łącznik – Brzeźnica – Górka Prudnicka – Ligota Bialska – Biała
- Trasa rowerowa PTTK nr 262-z: Biała – Stare Miasto – Solec – Rostkowice – Gostomia – Nowa Wieś Prudnicka – Urszulanowice – Moszna – Ogiernicze – Łącznik – Chrzelice – Rzymkowice – Pogórze – Frącki – Brzeźnica – Górka Prudnicka – Ligota Bialska – Biała

## Bezpieczeństwo

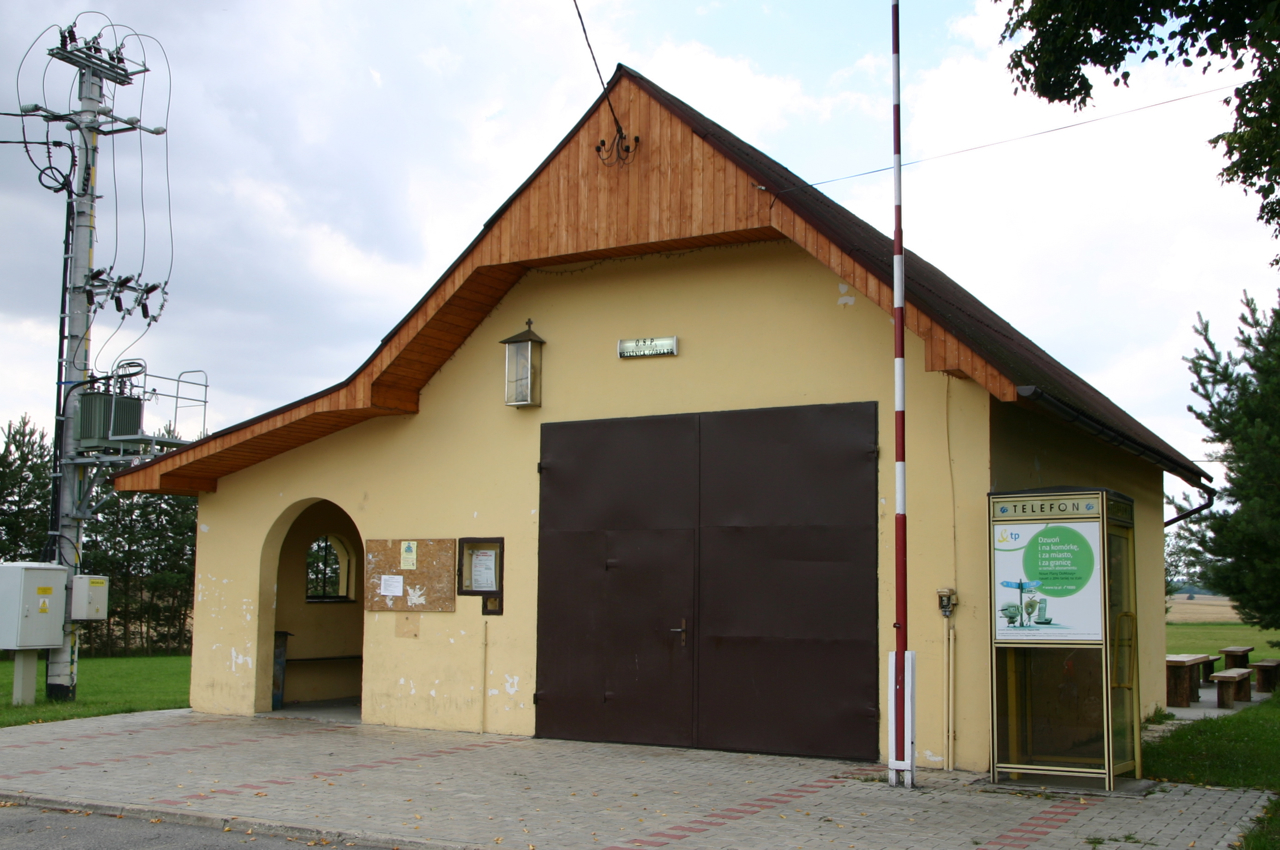
Remiza OSP Brzeźnica–Górka Prudnicka

W zakresie ochrony przeciwpożarowej oraz innych miejscowych zagrożeń w Brzeźnicy i Górce Prudnickiej działa jednostka Ochotniczej Straży Pożarnej.
Miejscowość jest pod opieką dzielnicowego rejonu służbowego nr 16 Komendy Powiatowej Policji w Prudniku (Posterunek Policji w Białej).
Teren wsi, jak i całej gminy Biała, położony jest w strefie nadgranicznej w związku z czym Straż Graniczna dysponuje, na tym obszarze, specjalnymi kompetencjami w zakresie bezpieczeństwa. Gminę Biała obejmuje zasięgiem służbowym placówka Straży Granicznej w Opolu ze Śląskiego Oddziału SG.